# Bessie Rayner Parkes
Elizabeth Rayner Belloc (nascida Parkes; Birmingham, 16 de junho de 1829 — Slindon, Sussex, 23 de março de 1925) foi uma das mais proeminentes feministas e defensoras dos direitos da mulher inglesas na Era vitoriana e também poetisa, ensaísta e jornalista.

## Juventude
Bessie Rayner Parkes nasceu em Birmingham, Warwickshire, Inglaterra, filha de Joseph Parkes (1796–1865), um próspero advogado e liberal com simpatias radicais, e Elizabeth ("Eliza") Rayner Priestley (1797–1877), neta do cientista e ministro unitarista Joseph Priestley (1733–1804). Eliza sempre se considerou americana, tendo nascido em Northumberland, Pensilvânia. Embora não simpatizasse muito com a filha pelo forte desejo de Bessie de realizar mudanças na condição das mulheres, Elizabeth, no entanto, a amava muito e não se opunha a ela ativamente; o apoio de Joseph Parkes às aspirações de sua filha foi moderado.
Excepcionalmente para meninas de sua origem, Bessie foi enviada para um internato unitário progressista aos 11 anos, um período de sua vida que ela gostava de relembrar. A paixão de Parkes pela escrita surgiu da vida culta a que ela foi exposta quando criança, pois seus pais eram ávidos consumidores de artes. A poesia autodidata foi a primeira paixão de Parkes, que mais tarde a levou a usar seus talentos em seu ativismo.

## Ativismo
Lentamente, Parkes tomou consciência da situação injusta, contraditória e até absurda das mulheres na Grã-Bretanha, embora houvesse muitas diferenças conforme a classe social a que pertenciam. O primeiro desafio que Parkes e sua amiga Barbara Leigh Smith Bodichon assumiram foi tentar mudar as leis e propriedade restritivas que eram aplicadas às mulheres casadas.
Parkes também se juntou a um grupo chamado Comitê para o Discurso das Senhoras para suas Irmãs Americanas sobre Escravidão em 1853. O grupo de mulheres trabalhou para garantir 576 000 assinaturas em sua petição antiescravidão nos Estados Unidos. Na mesma época, Parkes também estava começando a defender a educação de mulheres jovens com seu ensaio Remarks on the Education of Girls. Neste ensaio, Parkes destacou sua preocupação de que as mulheres estivessem limitadas a muito poucas carreiras e criticou a sociedade sobre o pouco poder que as mulheres tinham em comparação com os homens.
Parkes estava também indignada com a distinção feita entre “senhoras” e “mulheres”. As “senhoras”, ou seja, mulheres de classe média, perdiam a posição social se ganhassem dinheiro, as únicas exceções aceitáveis eram quando ensinavam a escrever, pintar, ou educar, que na maioria das vezes significava governanta. Em parte devido a seus esforços, até o final do século, tornou-se aceitável para uma mulher de classe média adquirir uma educação adequada e treinar para realizar um trabalho remunerado. As mulheres da classe trabalhadora eram sempre pertencentes à força de trabalho, querendo elas ou não.
Parkes e suas amigas ativistas interagiram com mulheres de outros países da Europa e dos Estados Unidos, acrescentando uma dimensão internacional muito considerável a seus esforços. Na década de 1860 Parkes fez parte do primeiro grupo de mulheres que reivindicou o direito de voto.

## Amizades
O amplo círculo de amigos literários e políticos de Bessie Rayner Parkes incluía: George Eliot, Harriet Martineau, Anna Brownell Jameson, Elizabeth Barrett Browning, Robert Browning, Barbara Leigh Smith Bodichon, Elizabeth Blackwell, Lorde de Shaftesbury, Herbert Spencer, Ralph Waldo Emerson, Elizabeth Gaskell, William Thackeray, Elizabeth Garrett Anderson, John Ruskin, Henry Wadsworth Longfellow, e Dante Gabriel Rossetti. Sua amizade mais frutífera foi com Barbara Bodichon, pois de seus esforços conjuntos surgiu o primeiro movimento organizado de mulheres na Grã-Bretanha.
A amizade mais próxima que Rayner forjou foi com a colega ativista Barbara Leigh Smith. Elas se conheceram em 1846, e sua amizade inspirou grande parte do trabalho de Parkes. Depois de uma viagem pela Europa, ambas se sentiram profundamente inspiradas a perseguir o ativismo que realizariam mais tarde em suas vidas.

## The English Woman's Journal
Parkes tornou-se a editora principal da primeira revista feminista britânica — a English Woman's Journal — publicada mensalmente em Londres entre 1858 e 1864. Seu fechamento se deu tanto por razões financeiras quanto pelos conflitos que surgiram entre seus patrocinadores e principais colaboradores.
Parkes foi uma das fundadoras da The English Woman's Journal e mais tarde se tornou o centro para aqueles que queriam participar do movimento de direita das mulheres. As ramificações que surgiram dela foram muitas e variadas, como a Society for the Promotion of the Employment of Women, a Victoria Printing Press (totalmente composta por mulheres), o Law-Copying Office e o Langham Place Group, onde as mulheres se reuniam informalmente para discutir suas vidas ou simplesmente descansar. A revista era uma parte muito importante da comunidade e do movimento dos direitos das mulheres na Inglaterra, pois forneceu a muitas mulheres emprego e uma educação que nunca poderia ser tirada delas.

### The Victoria Printing Press
A Victoria Printing Press foi um empreendimento comercial iniciado por Parkes em 1860 para ajudar em seu plano para a educação de mulheres jovens. Como Parkes acreditava firmemente em que todas as mulheres jovens fossem treinadas em alguma habilidade, a imprensa era uma maneira de resolver esse problema. A própria Parkes não sabia imprimir quando comprou a impressora, então contratou um homem para ensiná-la e depois instruiu sua equipe a imprimir.
A Victoria Printing Press tornou-se a única impressora da The English Woman's Journal de 1860 até seu fechamento em 1864. A imprensa também imprimiu The Transactions of the National Association for the Promotion of Social Science e outras publicações que concordavam com as opiniões de Parkes, Smith e toda a sua equipe feminina. Parkes é citada por dizer às mulheres que ela estava empregando em sua gráfica que aprender tal ofício era “Um sonho da minha vida”.

## Conversão ao catolicismo
Outra parte importante da história de vida de Parkes foi o seu lento, mas determinado caminho em direção à Igreja Católica, à qual ela se converteu em 1864. Depois de crescer em uma família unitária radical, Parkes estava familiarizada com as Escrituras desde jovem. À medida que crescia, Parkes viu-se cada vez mais devota na fé cristã. Comparando sua poesia anterior com seus trabalhos posteriores, há muitas referências bíblicas que aparecem enquanto ela ainda era unitária, o que só se tornou mais proeminente quando Parkes atingiu a idade avançada.
Ela acompanhou os acontecimentos do Movimento de Oxford, mas o que a impressionou foi o trabalho social realizado pelas freiras católicas. Ela conhecia pessoalmente três cardeais ingleses e os recordava em seus escritos.

## Casamento e filhos
Aos 38 anos, Bessie Rayner Parkes se apaixonou por um francês de saúde frágil, chamado Louis Belloc, filho de uma mulher notável, Louise Swanton Belloc. Ela conheceu o marido em uma viagem a La Celle-Saint-Cloud com sua amiga Barbara Smith, agora Bodichon. Louis nunca foi o mais saudável dos homens quando se conheceram, sendo diagnosticado com inflamação cerebral não especificada. Eles se casaram em 19 de setembro de 1867 na igreja católica St. James, em Londres. Seu casamento de cinco anos, passado todo na França, foi contado carinhosamente pela filha em seu livro de memórias, I Too Have Live in Arcadia (o título é uma referência a Et in Arcadia ego). Eles logo tiveram dois filhos saudáveis, mas Parkes teve um aborto espontâneo. A família viveu a Guerra franco-prussiana e foi profundamente afetada por ela em nível material.
Parece que a família se mudou para a Inglaterra antes da morte de seu marido, pelo menos temporariamente. Após a morte do marido, Parkes voltou para a Inglaterra, onde nunca superou a morte do marido. Seus filhos, Marie Belloc Lowndes (1868–1947) e Joseph Hilaire Belloc (1870-1953), tornaram-se escritores renomados em suas diferentes maneiras. Em 1902, Joseph, casado e pai de três filhos, solicitou a naturalização na Grã-Bretanha; ele deu como sua residência 104 Cheyne Walk, Chelsea, Londres e sua ocupação como professor do programa de extensão da Universidade de Oxford.

## Últimos anos
Parkes continuou a escrever até seus últimos anos de vida e continuou a ser uma observadora atenta da política e da sociedade. No entanto, após seu casamento e da morte de seu marido, seu envolvimento efetivo nos movimentos organizados de mulheres diminuiu. Ela viajou para os Estados Unidos com seu filho em 1896 e continuou escrevendo. Parkes publicou mais cinco obras nos últimos 30 anos de sua vida.
A angústia sobre a estupidez da guerra e o orgulho em seu país norteou seus sentimentos durante a Primeira Guerra Mundial. Quase no final da guerra, seu neto mais velho, um segundo-tenente da Força Aérea Real, desapareceu. Foi baleado e morto próximo de Cambrai, na França.
Ela morreu em 1925, aos 95 anos. Em sua morte, Parkes deixou £ 3 688 em seu testamento, o que equivale a £ 222 355, em 2019.

## Obras publicadas
Bessie Rayner Parkes publicou quatorze livros: poesias, ensaios, biografias, memórias, viagens e literatura para crianças e adolescentes, além de uma cartilha muito eficaz sobre os direitos da mulher e dezenas de artigos. Grande parte de sua obra literária foi bem recebida durante sua vida e sua poesia foi admirada por John Ruskin e Henry Wadsworth Longfellow.

### Poemas(Londres, John Chapman, 1852)
Poemas foi o primeiro livro de Parkes a ser publicado. Continha 66 poemas, a maioria escritos sobre o tema da natureza. Muito disso pode ser atribuído à inspiração que Parkes tirou de sua viagem pela Europa com sua amiga de longa data Barbara Leigh Smith, em 1850. As injustiças que ela viu enquanto viajava pela Europa também foram uma inspiração para seu trabalho e também despertaram sua necessidade de defender os direitos de igualdade das mulheres.

### Livros de Bessie Rayner Parkes
- Summer Sketches and Other Poems (Londres, John Chapman, 1854)
- Remarks on the Education of Girls, with Reference to the Social, Legal, and Industrial Position of Women in the Present Day (Londres, John Chapman, 1854, 1ª edição não assinada, 3ª edição não assinada em 1856).
- Gabriel: A Poem (Londres, John Chapman, 1856)
- The History of our Cat Aspasia (Londres, Bosworth and Harrison, 1856). Ilustrada por Annie Leigh Smith.
- Ballads and Songs (Londres, Bell & Daldy, 1863)
- Essays on Woman’s Work (Londres, Alexander Strahan, 1865)
- Vignettes: Twelve Biographical Sketches (Londres e Nova Iorque, Alexander Strahan, 1866)
- La Belle France (Londres, Dalby, Isbister & Co., 1877). Assinada Bessie Parkes-Belloc.
- Peoples of the World (Londres, Paris e Nova Iorque, Cassell Petter & Galpin, [1870]). Assinado Bessie Parkes-Belloc.
- In a Walled Garden (Londres, Ward & Downey, 1ª edição em 1895, 5ª edição em 1900). Assinado Bessie Rayner Belloc.
- A Passing World (Londres, Ward & Downey, 1897). Assinado Bessie Rayner Belloc.
- Historic Nuns (Londres, Duckworth, 1898). Assinado Bessie R. Belloc.
- The Flowing Tide (Londres, Sands & Co., 1900). Assinado Bessie Rayner Belloc.
- In Fifty Years (Londres, Sands & Co., 1904). Assinado Bessie Rayner Belloc.

## Leituras adicionais
- Anderson, Bonnie S. Joyous Greetings, The International Women’s Movement, 1830-1860 (Oxford: Oxford University Press, 2000).
- Belloc Lowndes, Mrs. I, too, have lived in Arcadia (Londres: Macmillan, 1941).
- Fulmer, Constance M. “Bessie Rayner Parkes”. Dictionary of Literary Biography, Volume 240: Late 19th Century and Early 20th Century British Women Poets (Detroit: Gale Group, 2001).
- Herstein, Sheila R. A Mid-Victorian Feminist, Barbara Leigh Smith Bodichon (New Haven: Yale University Press, 1985).
- Hirsch, Pam. Barbara Leigh Smith Bodichon (Londres: Chatto & Windus, 1998).
- Lowndes, Susan, ed. Diaries and Letters of Marie Belloc Lowndes, 1911-1947 (Londres: Chatto & Windus, 1971).
- Rendall, Jane. "'A Moral Engine'? Feminism, Liberalism and the English Woman’s Journal", in Jane Rendall, ed., Equal or Different: Women’s Politics 1800-1914 (Oxford: Blackwell, 1987).
- ---. "Friendship and Politics: Barbara Leigh Smith Bodichon (1827-91) and Bessie Rayner Parkes (1829-1925)", in Susan Mendus & Jane Rendall, eds., Sexuality and Subordination (Londres: Routledge, 1989).